# Veljko Uskoković
Veljko Uskoković (czarn. Вељко Ускоковић, ur. 29 marca 1971 w Cetynii) – czarnogórski piłkarz wodny. Brązowy medalista olimpijski z Sydney.
Pierwsze sukcesy odnosił jeszcze jako reprezentant „starej” Jugosławii w 1991 został mistrzem Europy. W następnych latach reprezentował barwy Federalnej Republiki Jugosławii, m.in. pełniąc funkcję kapitana zespołu. Brał udział w igrzyskach w 1996 (ósme miejsce) i 2000 roku (brązowy medal). Był brązowym (1998) i srebrnym (2001) medalistą mistrzostw świata. Stawał na podium mistrzostw Europy, zdobywając srebro w 1997 i złoto w 2001. W 2008 zdobył z reprezentacją Czarnogóry tytuł mistrza Europy i brał z nią udział w igrzyskach olimpijskich w Pekinie (czwarte miejsce). Był chorążym Czarnogóry podczas ceremonii otwarcia igrzysk.